# グスタボ・アジャレス・オッサンドン
グスタボ・アジャレス・オッサンドン（スペイン語: Gustavo Ayares Ossandon、1958年2月10日 - ）は、チリの外交官で2018年より在インドネシア・チリ大使。外交官としてのその幅広い経歴の中で、シリア、オーストラリア、スウェーデン、イタリアに駐在する外交使節として奉職した。

## 経歴
グスタボ・アジャレスは、チリ大学で法学と社会科学の学位を取得しており、加えて、スウェーデンのストックホルム大学で大陸法の修士号を取得している。1983年、アンドレス・ベージョ外交アカデミーに入学し、翌年に卒業。1986年、在シリア・チリ大使館で三等書記官として奉職。1989年、在オーストラリア・チリ大使館で三等書記官として奉職。
外交官としてのその幅広い経歴の中で、シリア、オーストラリア、スウェーデン、イタリアに駐在する外交使節として奉職した。その一方で、本国の外務省では、南米理事会のメルコスール局長（1998年）、外交政策局長（1999年）、儀式儀礼副局長（2005年～2007年）、外務省人事部局長（2008年）を歴任している。2009年から2014年まで、在コロンビア・チリ大使。2017年から2018年まで駐日チリ大使。
スウェーデン、アルゼンチン、ポルトガル、フランス、イタリアより受勲。コロンビアでは、サン・カルロス勲章グラン・クルスを受勲（2014年）している。